# Zgornje Sečovo
Zgornje Sečovo je naselje u slovenskoj Općini Rogaškoj Slatini. Zgornje Sečovo se nalazi u pokrajini Štajerskoj i statističkoj regiji Savinjskoj. 

## Stanovništvo
Prema popisu stanovništva iz 2002. godine naselje je imalo 103 stanovnika.